# The Neon Life
«The Neon Life» (Неоновая жизнь) — российский компьютерный мультипликационный фильм, снятый в 2001 году на Учебной киностудии ВГИК и студии «Классика».
Режиссёр Роман Пучков создал фантастический мультфильм по мотивам повести Рэя Брэдбери «Марсианские хроники».

## Сюжет
Марс. Хозяин закусочной «SAM» — последний человек, оставшийся на Марсе, вспоминает: «Они улетели, они все улетели. Много было людей, плохих и хороших. Много грузовиков возили марсианскую руду и грузили её на корабли. А на обратном пути останавливались у меня закусить. Но все корабли улетели на Землю.» Над закусочной на шесте неоновая вывеска в виде лежащей восьмёрки (символ бесконечности). Иногда появлялись марсиане, просили включить вывеску и на летающих челноках пролетали сквозь неё. Пришёл марсианин, попросил включить вывеску и предложил человеку полететь вместе с ним, чтобы узнать, куда попали все пролетевшие через неоновую восьмёрку…

## Создатели
Мастерская компьютерной графики и анимации А. М. Горленко и В. П. Колесниковой.
- Художественные руководители проекта: Горленко А. М. и Барбэ В. И.
- Сценарий: Валерий Пугашкин и Роман Пучков
- Режиссёр, художник-постановщик и аниматор — Роман Пучков
- Звук — Михаил Ярвелов
- Модель «марсианского грузовика» — Андрей Степанов
- В фильме использованы фрагменты музыкальных произведений Дживана Гаспаряна и «Muslimgause».
- Создатели приведены по титрам мультфильма.

## Фестивали и награды
- 2003 — Фестиваль цифровых технологий и компьютерного искусства «PIXEL-2003»: в номинации «Лучший анимационный фильм» жюри решило присудить две первых премии фильму «Неоновая жизнь» реж. Роман Пучков и фильму «Подожди пожалуй» реж. Елизавета Скворцова[2].

## Критика
Были созданы маленькие авторские фильмы в самых разных техниках. Среди них The Neon Life («Неоновая жизнь», 2001) Романа Пучкова — фильм по рассказу Рэя Брэдбери, выполненный в компьютерной графике. Лента, скромная с точки зрения самой анимации, создавала фантастический мир, пронизанный странным желтовато-оранжевым светом и населённый замысловатыми персонажами. В 2003 году картина была признана прорывом на Фестивале цифрового и компьютерного искусства Pixel.
— Лариса Малюкова «Сверхкино. Современная российская анимация» с.151